# Ma vie est un enfer (film)
Ne doit pas être confondu avec Ma vie est un enfer (téléfilm).
Pour plus de détails, voir Fiche technique et Distribution.
Ma vie est un enfer est un film français réalisé par Josiane Balasko, sorti en 1991.

## Synopsis
Léah Lemonnier (Josiane Balasko) est une secrétaire célibataire de trente cinq ans. Elle vit dans un appartement qu'elle loue à sa propre mère. Léah agit continuellement de manière honnête et simple, se fond dans la masse et elle manque nettement de caractère au point que sa vie est vraiment morne et déprimante. Son travail de secrétaire la mine : son chef est un dentiste irascible qui passe son temps à la houspiller. Son analyste (Richard Berry) ne voit en elle qu'une source de revenus faciles et ne fait même pas l'effort de l'écouter en remplissant par exemple sa liste de courses quand elle se confie. Le voisin du même palier de Léah, M. Chpil (Jean Benguigui), est un obsédé sexuel qui est fêtard jusqu'à pas d'heures. Sa mère Flo (Catherine Samie) cumule les défauts : nymphomane, égoïste, avare, méprisante et narcissique. Elle fait preuve de son profond mépris envers sa fille en ne venant la voir le jour de son anniversaire que pour recevoir son chèque de loyer. Elle lui laisse aussi son chien à garder et diverses breloques assez laides dont elle veut se débarrasser.
Un soir, Léah lit à voix haute les gravures latines inscrites sur l'envers d'un miroir, justement l'un des objets reçus de sa mère. Elle invoque involontairement un démon dans son appartement. Cet être prend l'apparence d'un séduisant garçon, Abargadon (Daniel Auteuil). Une seule idée, continuelle et entêtée, vient au démon dès qu'il croise sa proie : que Léah fasse de suite un pacte avec lui. Abargadon affirme qu'en échange de son âme il se mettra « à son entier service ». Il ne lui précise rien d'autre - par exemple le coût à venir ou la durée de sa prestation -
La jeune femme n'est pas attirée par ce pouvoir. Elle tient à s'extraire de l'emprise diabolique avec honnêteté. Abar n'en a cure. Il ne veut pas lâcher sa proie. Il est sournois, très obstiné et surtout il est beaucoup plus puissant qu'elle. Il est capable de créer l'anarchie dans sa vie, de tout détruire de ses repères. Ainsi, il lui fait perdre son emploi (tout en faisant une fort mauvaise publicité au dentiste qu'il affuble en public d'une dentition horrible), provoque la pagaille dans l'appartement et transforme le chien de la mère en cochon, fait apparaître des rides monstrueuses sur le visage maternel (qui s'effacent pourtant) et la fait virer de chez le psy lorsque ce dernier apprend qu'elle a perdu son emploi et qu'elle ne lui sert plus à rien monétairement.
Forcée de se remettre en question, ses habitudes brisées, Léah ressent une profonde amertume de comprendre que tous ceux qui la croisent ont abusé de sa gentillesse et de sa crédulité. Cette remise en cause est ce que cherchait le démon puisque de guerre lasse Léah accepte de signer le document qu'il lui propose. Elle réclame comme vœu de se transformer alors en son opposée physique : elle devient une créature de rêve de grande taille, élancée, svelte et blonde. Elle garde cependant son caractère et sa lucidité. Léah, sous un pseudonyme, cherche à séduire son psy pour lequel elle a une attirance. Elle va le rencontrer incognito sur un terrain de golf. Cette métamorphose lui plaît beaucoup. Elle va plus tard se venger du médecin puisqu'elle comprend en l'écoutant discrètement qu'il est un homme très superficiel et narcissique.
L'archange Gabriel (Michael Lonsdale) va venir de lui-même modifier le contrat. Il veille sur ses ouailles avec application, aidé de ses anges et de toute la logistique liturgique. Abar s'est enivré dans un bar miteux tenu par des démons et s'enorgueillit de sa bonne chance devant son public. Léah est une innocente (puisqu'elle n'était pas censée recevoir le pacte au départ), ce qui assure le démon d'une sorte de promotion parmi les siens. 
L'archange se rend directement dans les lieux. Il a prévalence parmi les êtres démoniaques, ce qui parmi eux le rend tout puissant et complètement intouchable. Gabriel et Abargadon connaissent les véritables tenants d'un pacte démoniaque (cachés au signataire) : la mort est la finalité au bout d'un temps imparti ; ici le contrat a une durée de trois mois. Le démon s'est volontairement abstenu de rendre cette clause publique. La cible visée au départ, avec l'accord de l'Archange, était en fait Flo, en punition de ses vices, ce qui explique comment le miroir était en sa possession. La naïveté de Léah et son bon comportement émeuvent Gabriel puisqu'elle est promise au Paradis et ne mérite pas de se voir raccourcir sa vie. Gabriel annule donc le pacte sans qu'Abar puisse dire quoi que ce soit.
Le soir même, Abar et Léah se promènent à Paris, désœuvrés. La jeune femme se languit devant une robe de couturier placée dans une vitrine en rêvant éveillée de pouvoir la porter. A l'encontre des ordres de Gabriel, Abar la lui offre. Il emploie aussi ses pouvoirs dans un cabaret en métamorphosant Léah et d'autres convives en animaux, sous couvert de prestidigitation. Elle vit ce soir-là une soirée magique.
L'archange, au petit matin, fait kidnapper le démon puis le juge coupable d'avoir outrepassé ses droits. Gabriel fait comprendre à Abargadon qu'une punition à hauteur de sa faute est inévitable. Ayant prévalence sur lui, il lui ôte tout pouvoir, le fait devenir simple humain et promis à la mort au bout de trois mois : il avait conscience que Léah ne devait plus vivre le pacte donc c'est à lui de subir le décès de fin de contrat.
L'humaine prend connaissance du destin d'Abargadon. Elle décide de l'aider et se confesse dans une église, sous le regard ahuri du prêtre face à sa demande de parler directement à l'archange Gabriel. En haut lieu, ce dernier reçoit la confession. Il se rend sur Terre pour vérifier par lui-même et écoute la jeune femme en face à face. Elle lui demande de faire preuve de mansuétude. Il accepte de modifier la punition du démon à condition que ce dernier ne commette aucun pêché pendant la période de probation.
Léah et Abar doivent apprendre à vivre ensemble. Se retrouver sans pouvoirs est particulièrement pénible pour l'ancien démon, lui qui s'était habitué pendant des siècles aux mirifiques possibilités qui lui sont désormais interdites. Entre autres déconvenues qu'il ne peut pas altérer, ils se font virer de l'appartement maternel et ils vivent sans le sou dans un hôtel miteux.
Les lieux sont si insalubres qu'ils prennent feu un soir. Abargadon recherche Léah et ne la voyant pas à l'extérieur, il entre dans le bâtiment en présumant sans erreur qu'elle puisse être dedans. Il a longtemps vécu parmi les flammes, il ne les craint absolument pas donc il n'a aucune difficulté à s'en approcher. Sur le chemin pour retrouver sa compagne, il trouve un enfant coincé dans une chambre. Il le fait vite sortir. Il trouve ensuite Léah qui est inerte sur un lit. Elle a été intoxiquée par la fumée et à l'article de la mort.
À l'hôpital, juste quelques minutes avant la fin des trois mois de probation, Abargadon voit sa compagne faire un arrêt cardiaque. Elle est mourante. Les médecins sont impuissants. Il décide d'essayer de la sauver et de lui donner son sang par transfusion, malgré le risque qu'il puisse en mourir lui-même. Dès qu'elle reprend connaissance, alors que le couple souhaitait vivre ensemble à la fin du temps imparti, Léah ne reconnaît pas du tout Abar et elle le laisse en plan, esseulé, sans rien lui expliquer tandis qu'elle est emportée par des médecins loin de lui.
L'archange Gabriel, après en avoir décidé avec Dieu, décide entretemps de convertir l'âme d'Abargadon et de le faire devenir humain pour le remercier de son acte de dévouement vis-à-vis l'enfant qu'il a sauvé de l'incendie.
Quelques mois plus tard, Léah est à la tête d'une entreprise pharmaceutique florissante. Elle devenue une femme d'affaires redoutable et sans scrupules, houspillant son ancien patron dentiste qu'elle emploie à son tour avec rudesse. De manière flagrante, elle n'a plus rien de son ancien caractère. Un soir, elle surprend Abar en train de cambrioler l'entreprise, probablement sur commande, dans le but de voler les brevets gardés dans un coffre-fort.
Elle propose de suite un contrat à Abar contre son âme. Elle a aussi perdu tous ses souvenirs le concernant, elle ne le croit donc pas lorsqu'il lui indique avoir été un démon (elle le voit comme un simple d'esprit puisqu'il lui affirme l'avoir déjà rencontrée). Lui se rappelle d'elle sans erreurs.
Il est donc possible de comprendre que Léah s'est retrouvée démone du fait de la transfusion sanguine et qu'elle est devenue à son tour cruelle et orgueilleuse.
Abar profite de ses connaissances antérieures. Il négocie un contrat avantageux pour tous les deux : une longue vie d'amour charnel entre lui et Léah. Elle est surprise par une telle demande, mais elle accepte et ils roulent sur le sol.

## Fiche technique
- Titre : Ma vie est un enfer
- Réalisation : Josiane Balasko
- Scénario : Josiane Balasko et Joël Houssin
- Production : Farid Chaouche et Jean-Claude Fleury
- Sociétés de production : Ciby 2000; Les Films Flam; TF1 Films Production
- Musique : Les Rita Mitsouko; Liszt
- Photographie : Dominique Chapuis
- Montage : Catherine Kelber
- Décors : Hugues Tissandier
- Effets spéciaux: Jacques Gastineau
- Costumes : Sophie Breton et Jean Paul Gaultier (robes spéciales seulement)
- Lieux de tournage : Paris, sous-sols de Pontoise, Forêt de Fontainebleau, Maisons-Alfort et aux Studios de Boulogne
- Distributeur : AMLF
- Pays d'origine :  France
- Format : couleurs - 2,35:1 - Dolby - 35 mm
- Genre : comédie et fantastique
- Durée : 108 minutes
- Date de sortie : 
  - France : 4 décembre 1991

## Distribution
- Daniel Auteuil : Abargadon
- Josiane Balasko : Leah Lemonnier
- Richard Berry : Xavier Langsam, psychanalyste
- Michael Lonsdale : L'archange Gabriel
- Catherine Samie : Flo Lemonnier
- Jean Benguigui : M. Chpil
- Fred Romano : La fille Chpil
- Jessica Forde : Scarlet
- Luis Rego : Pazou
- Catherine Hiegel : Lilith
- Ticky Holgado : El Diablo
- Bertrand Blier : Le prêtre
- Michèle Amiel : La dame âgée - dentiste
- Gilette Barbier : La secrétaire - dentiste
- Véronique Barrault : L'infirmière - hôpital
- Philippe Berry : Le type de l'ANPE
- Joël Houssin : Un des gorilles de Gabriel
- Pierre Gérald : Dimitri
- Patrick Olivier : Bill Burnett
- Marilou Berry : La petite fille de la salle d'attente du dentiste
- Max Vialle : Le dentiste

## Les parodies
Dans ce film, sont parodiés entre autres :
- Les compagnies d'assurance et leurs clauses en petits caractères ;
- La psychanalyse : le psychanalyste remplit sa liste de courses pendant que sa cliente lui raconte sa vie ; quand sa cliente prend sa revanche, Richard Berry parodie la terminologie de Freud.
- Brazil de Terry Gilliam où Sam Lowry voit sa mère Ida se transformer physiquement.

## Box-office
Le film a fait 1 170 523 entrées en France.